# 金刚经云石塔
金刚经云石塔，位于中国广东省东莞市东莞市莞城中心小学，为东莞市的一个市、县级文物保护单位，类型为古建筑，公布时间为1982年8月24日。该塔的历史年代为清代，塔内藏有苏轼捐赠的舍利。
宋哲宗绍圣元年（1094年），苏轼在被贬往惠州途中经过东莞，夜宿资福寺（今莞城中心小学内），方丈僧祖堂和莞人夏侯生陪同他在当地出游，结下缘分。苏轼在惠州的四年间曾经乘船来往资福寺和觉华寺之间，听说靖康海市蜃楼奇绝，往观却不得见。祖堂说：“此灵变也，公善文，祭之当见。”苏轼于是作长短诗焚之，歌咏间即成楼台人马之形，络绎不绝，于是又作诗记念，赠予夏侯生。苏轼还用自己至爱的犀带换取佛脑舍利，供奉在资福寺内。元符三年（1100年）苏轼写下《罗汉阁记》、《舍利铭》、《老柏再生赞》等文记念此事。苏轼捐赠的舍利在1277年元将张弘范攻陷东莞后被夺走，送至大都，后在明代重修资福寺时送回原址。清代原址重建为金刚经云石塔至今。